# Процесс стабилизации и ассоциации
| Члены ЕС Кандидаты на вступление Косово: Спорная территория |

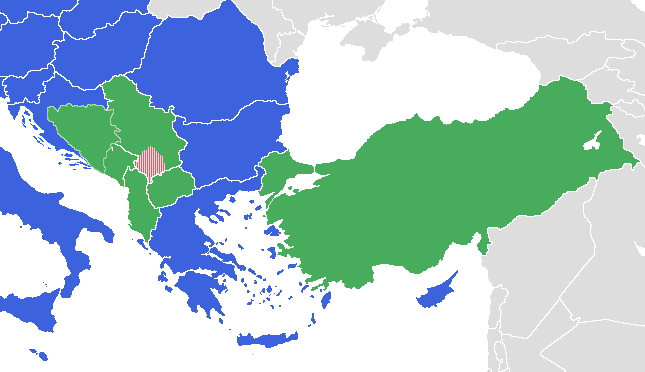
Карта Юго-восточной Европы;

Процесс стабилизации и ассоциации ЕС — процесс, который проходят страны, выразившие желание присоединиться к Европейскому союзу. ЕС заключает Соглашение об ассоциации в обмен на обязательства политических, экономических, торговых реформ и обеспечения прав человека в этой стране. В обмен на это, страна может получить беспошлинный доступ к некоторым или всем рынкам ЕС, а также финансовую или техническую помощь.
Соглашение о стабилизации и ассоциации является частью Процесса стабилизации и ассоциации и Европейской политики соседства. На май 2012 года страны Балканского полуострова находятся в активной части адаптации соглашения о стабилизации и ассоциации.
Некоторые пункты соглашения уже были осуществлены различными странами Балканского региона, которые явно содержат положения о будущем членстве в ЕС соответствующих стран. Эти соглашения схожи с теми, которые были подписаны со странами Центральной и Восточной Европы в 1990-х годах и соглашением об ассоциации с Турцией.
Каждое соглашение об ассоциации должно быть ратифицированы страной кандидатом и всеми государствами-членами ЕС.